# チャルマーズ・ジョンソン
チャルマーズ・アシュビー・ジョンソン（Chalmers Ashby Johnson, 1931年8月6日 - 2010年11月20日）は、アメリカ合衆国の国際政治学者。日本および中国を始めとした東アジア政治・国際関係が専門。

## 人物
アリゾナ州フェニックス生まれ。カリフォルニア大学バークレー校で博士号取得。カリフォルニア大学バークレー校、カリフォルニア大学サンディエゴ校教授を経て、民間シンクタンクJapan Policy Research Institute（日本政策研究所）の所長、中央情報局傘下の国家評価室（ONE: Office of National Estimates）のコンサルタントも務めた。
1982年に著した『通産省と日本の奇跡』で、戦後日本の高度経済成長が通商産業省主導による産業政策を通して達成された点を指摘し、刊行当時日米経済摩擦が激化していたこともあり、リヴィジョニズム（日本異質論）の主唱者とみなされたが、その後は親日派として知られる。
2010年5月6日付けロサンゼルス・タイムズ読者欄に「新たな沖縄での闘い」と題して、普天間基地移設問題に関し“米国は傲慢ぶりをやめて、普天間（のアメリカ海兵隊部隊）を米本土に戻すべきだ”とする主張を投稿。「私は臆病な鳩山由紀夫首相よりも、傲慢な米政府を非難する。基地を維持することに取り憑かれ、受け入れ国のことを顧みない」と指摘し、「普天間の返還とともに、米国は沖縄の人々に対して65年間もの辛抱に感謝すべきだ」と述べている。
2010年11月20日、アメリカ合衆国カリフォルニア州サンディエゴ近郊の自宅で死去。79歳没。

## 著書

### 単著
- Peasant Nationalism and Communist Power: the Emergence of Revolutionary China, 1937-1945, (Stanford University Press, 1962).

田中文蔵訳『中国革命の源流――中国農民の成長と共産政権』（弘文堂新社, 1967年）
- "Low posture" Politics in Japan, (University of California, 1963).
- An Instance of Treason: Ozaki Hotsumi and the Sorge Spy Ring, (Stanford University Press, 1964; expanded in November 1990 ed.).

萩原実訳『尾崎・ゾルゲ事件――その政治学的研究』（弘文堂, 1966年）
篠崎務訳『ゾルゲ事件とは何か』（岩波現代文庫, 2013年）- 1990年増補版の新訳（加藤哲郎解説）
- Revolutionary Change, (Little, Brown, 1966).
- Comparing Communist Nations, (Institute of International Studies, University of California, 1970).
- Conspiracy at Matsukawa, (University of California Press, 1972).
- Autopsy on People's War, (University of California Press, 1973).
- Communist Policies toward the Intellectual Class: Freedom of Thought & Expression in China, (Greenwood Press, 1973).
- MITI and the Japanese Miracle: the Growth of Industrial Policy, 1925-1975, (Stanford University Press, 1982).

矢野俊比古監訳『通産省と日本の奇跡』（TBSブリタニカ, 1982年）
- 『歴史は再び始まった――アジアにおける国際関係』（木鐸社, 1994年）
- Blowback: the Costs and Consequences of American Empire, (Henry Holt, 2000).

鈴木主税訳『アメリカ帝国への報復』（集英社, 2000年）
- The Sorrows of Empire: Militarism, Secrecy, and the End of the Republic, (Verso, 2004).

村上和久訳『アメリカ帝国の悲劇』（文藝春秋, 2004年）
- 屋代通子訳 『帝国アメリカと日本武力依存の構造』（集英社新書, 2004年）
- Nemesis: the Last Days of the American Republic, (Metropolitan Books, 2006).

雨宮和子訳『帝国解体 - アメリカ最後の選択』ISBN9784000240376 (岩波書店, 2012年)

### 編著
- Change in Communist Systems, (Stanford University Press, 1970).
- Ideology and Politics in Contemporary China, (University of Washington Press, 1973).
- The Industrial Policy Debate, (ICS Press, 1984).

### 共編著
- Politics and Productivity: the Real Story of Why Japan Works, co-edited with Laura D'Andrea Tyson and John Zysman, (Harper Business, 1989).
- （中嶋嶺雄）『地域研究の現在――既成の学問への挑戦』（大修館書店, 1989年）

### 論文
- 「軍事ケインズ主義の終焉」（岩波書店『世界』2008年4月号）

## 脚註
1. 1 2 3 4 5  “Ｃ・ジョンソン氏死去　米で「日本政策研究所」を設立”. MSN産経ニュース. (2010年11月21日).  オリジナルの2010年11月24日時点におけるアーカイブ。 2010年11月21日閲覧。
2. ↑  “Ｃ・ジョンソン氏（米国際政治学者）”. MSN産経ニュース. (2010年11月22日).  オリジナルの2010年11月24日時点におけるアーカイブ。 2022年9月23日閲覧。